# 利沃夫省
利沃夫省 （Województwo lwowskie）是波蘭第二共和國時期的一個省，位於該國南部。1938年時面積28,402平方公里，1931年人口3,126,300人。首府利沃夫。
1939年時下分27縣、58市鎮、252村。1939年以後因德蘇瓜分而消失。現在分屬波蘭和烏克蘭。